# Wilhelm Weinberg
Wilhelm Weinberg (ur. 25 grudnia 1862 w Stuttgarcie, zm. 27 listopada 1937 w Tybindze) – niemiecki lekarz, jeden z pionierów genetyki populacyjnej. Niezależnie od Godfreya Hardy’ego sformułował i uzasadnił prawo określające frekwencje alleli genów i genotypów w kolejnych pokoleniach jako niezmienne. Jego odkrycia, wyprzedzające epokę, pozostawały przez długi czas szerzej nieznane na świecie w związku z tym, że publikował je w niemieckich czasopismach i po niemiecku.

## Życiorys
Urodził się 25 grudnia 1862 w Stuttgarcie. Studiował medycynę w Tybindze i Monachium, tytuł lekarza otrzymał w 1886. Do Stuttgartu powrócił w 1889 i prowadził tu praktykę lekarską (jako ginekolog i położnik). W trakcie swojej 42-letniej praktyki odebrał ponad 3500 porodów. W ostatnich latach życia miał kłopoty finansowe i chorował. Po przejściu na emeryturę przeniósł się do Tybingi, gdzie zmarł.

## Dorobek naukowy
Jest autorem ponad 160 artykułów z oryginalnymi pracami badawczymi oraz licznych artykułów przeglądowych i komentarzy. Ponieważ pisał i publikował w języku niemieckim oraz przyjął inny system notacji niż stosowany przez genetyków w krajach anglosaskich, jego odkrycia pozostawały początkowo nieznane poza środowiskiem naukowym w Niemczech. Dopiero w roku 1984 dokonano przekładu jego najistotnieszych prac i zestawienia tabel Weinberga z powszechnie używanym systemem Falconera. Wilhelm Weinberg:
- jako pierwszy odkrył, że wśród bliźniąt istnieją bliźnięta jedno- i dwujajowe (wnioskując tylko na podstawie nadreprezentacji bliźniaków mających tę samą płeć). Pokazał zarazem, że tendencja do ciąż bliźniaczych dwujajowych jest dziedziczna, w przeciwieństwie do ciąż bliźniaczych jednojajowych[2].
- stworzył podstawy do podziału wariancji na komponenty genetyczne i środowiskowe, o czym nie pomyślał Ronald Fisher[4], i wykorzystania cech występujących u bliźniąt do odróżniania efektów dziedzicznych od wynikających z wpływów środowiska.
- zauważył, że niewłaściwy dobór osobników w analizach populacyjnych stanowi źródło poważnych błędów (ang.: ascertainment bias) – na przykład wyjaśnił, że w badaniach nad rodzinnymi autosomalnymi chorobami recesywnymi obserwowany wyższy niż przewidywany na podstawie praw Mendla (1:4) udział albinotycznych dzieci u potomstwa fenotypowo zwykłych nosicieli wynika z nieuwzględnienia w analizie także potomstwa tych rodziców będących nosicielami, którzy nie mają dzieci albinotycznych, i zaproponował sposoby wprowadzania odpowiednich poprawek[2].
- badając występowanie achondroplazji, stwierdził, że mutacje powstające w trakcie życia rodziców są odpowiedzialne za to, że dzieci poczęte przez rodziców w późnym okresie życia są na nią bardziej narażone niż dzieci poczęte wcześniej[5]. Jest to pierwszy dowód na występowanie i znaczenie mutacji[2].
- sformułował jedno z podstawowych praw genetyki populacyjnej, udowadniając, że częstości alleli i genotypów w populacji nie zmieniają się z pokolenia na pokolenie, przy spełnieniu określonych warunków (prawo Hardy’ego-Weinberga) – w bardziej ogólnej postaci, niż tego dokonał Hardy (m.in. nie tylko dla locus z dwoma allelami, ale również dla loci wieloallelicznych – pomimo iż nie wiedziano wtedy jeszcze, że takie loci istnieją!; pokazał też, że dojście do stanu równowagi w takim wypadku będzie asymptotyczne, a nie natychmiastowe)[6].

## Osobowość
Był niezwykle bystrym i skrupulatnym obserwatorem. Odkryć dotyczących zasad genetyki populacyjnej dokonał, gdy nie istniało w tej dziedzinie (poza odkrywanymi dopiero ponownie prawami Mendla) żadne teoretyczne i metodologiczne zaplecze badawcze – jedynie na podstawie obserwacji fenotypów i ich częstości w populacji.
Pracował sam, nie miał kolegów ani studentów. Pozostawał poza kręgiem genetyków, którzy pracowali wówczas głównie w krajach anglosaskich. Nie miał wielu przyjaciół, prawdopodobnie z powodu „trudnej” osobowości i frustracji powodowanej tym, że jego odkrycia nie są należycie docenione. Zarazem wykazywał się wielką wrażliwością społeczną, w trakcie swej pracy pomagając biednym. Jak podkreślono w mowie pogrzebowej: (…) ze skromności, a często ku własnej szkodzie – skrywał ogromne zasoby życzliwości, dobrej woli wobec ludzi i poczucia sprawiedliwości, które uosabiał w najwyższym stopniu.

## Publikacje (wybór)
- 1908: Über den Nachweis der Vererbung beim Menschen. Jahr. Württ. Ver. Vaterl. Natkund. 64: 369–382.
- 1909: Über Verrbungsgesetze beim Menschen I. Z. Indukt. Abstam. Verrbungsl. 1: 377–392.
- 1909: Über Verrbungsgesetze beim Menschen II. Z. Indukt. Abstam. Verrbungsl. 2: 276–330.
- 1910: Weitere Beitrage zur Theorie der Vererbung. Arch. Rassen. Ge. Biol. 7: 35–49.
- 1912: Zur Vererbung des Zwergwuschses. Arch. Rassen. Ges. Biol. 9: 710–717.